# 남구만 초상
남구만 초상(南九萬 肖像)은 서울특별시 용산구 국립중앙박물관에 있는 조선시대의 초상화이다. 2006년 12월 29일 대한민국의 보물 제1484호로 지정되었다.

## 지정 사유
남구만(南九萬, 1629-1711)은 숙종 초 대사성, 형조판서를 거치고 1683년 노소론이 나뉠 때 소론의 영수가 된 인물이다. 화면의 우상단에 ‘領議政致仕藥泉南先生眞 文人領議政崔錫鼎贊’이라고 쓰여 있고 화면 좌상단에는 大司成 崔昌大가 쓴 긴 찬문이 쓰여 있다. 최창대가 대사성으로 있었던 것은 1711년뿐이었고 이후에는 더 높은 관직을 역임하였으므로 대사성이란 관직명으로 인하여 이 초상이 1711년에 제작되었을 가능성이 높다.
초상은 관복을 입고 교의에 앉은 전신교의좌상으로 얼굴이 정면상으로 묘사되었다는 점이 이채롭다. 오사모에 녹포단령을 착용하고 쌍학문 흉배와 서대를 하고 있다. 이 초상 가운데 가장 특이한 요소는 얼굴표현에서 나타난다. 정면으로 그려진 얼굴은 윤곽선이 거의 없는 듯이 보여 몰골기법에 가깝게 보이며, 얼굴 전체적으로 미묘한 선염을 구사하며 높낮이를 드러내는 수법을 사용하였다. 정면상이란 점에서도 새로우며 얼굴의 입체감을 드러내기 위하여 선묘의 효과를 극소화하고 선염처리를 활용한 점도 이채롭다. 이 초상은 18세기 초 새로운 영정 유형과 기법의 대두라는 점에서 중요한 사례가 된다.

## 같이 보기
- 남구만

## 참고 자료
- 남구만 초상 - 국가유산청 국가유산포털